# Plaça d'Espanya (València)
|  | Per a altres significats, vegeu «estació de la Plaça d'Espanya (València)». |

La Plaça d'Espanya és una plaça urbana situada al sud-oest de València, dins del districte d'Extramurs, concretament entre els barris de La Roqueta al nord-est i el d'Arrancapins al sud-oest.
Es troba a l'encreuament de diversos carrers, però principalment els de la Gran Via de Ramón y Cajal i el carrer de Sant Vicent Màrtir. Altre carrer que arriba fins a la plaça és el carrer del Pintor Benedito amb els vehicles procedents de l'autovia A-3.
Destaca l'escultura del "Monument al Cid Campeador", obra de 1964 de l'escultor extremeny Juan de Ávalos, encara que és una còpia de l'obra original que es troba als jardins de la "Hispanic Society of America" a Nova York, obra de l'escultora Anna Hyatt Huntington.
L'antiga ermita de Sant Vicent Màrtir és en l'actualitat una parròquia que es troba al carrer de l'Ermita, mentre que al carrer de Sant Vicent Màrtir (antic tram de la Via Augusta) es troba l'Església de Sant Vicent de la Roqueta i la resta del monestir, que acull la parròquia del Crist Rei (Christus Rex).
La plaça disposa d'una estació de metro anomenada Plaça d'Espanya de la línia 1.